# Otto Jülich
Otto Jülich (* 10. Juni 1878 in Siegburg; † 29. Mai 1936 in Wien) war ein deutscher Komiker in den 1910er- und 1920er-Jahre. Am 7. Januar 1933 verhinderte er ein Attentat auf den ehemaligen Reichskanzler Franz von Papen. Er starb 1936 als Emigrant in Österreich.

## Leben
Otto Jülich kam 1878 als Sohn einer jüdischen Familie zur Welt. Er erlernte das Schneiderhandwerk und einen kaufmännischen Beruf. Nachdem er sich 1907 in Köln niedergelassen hatte, begann er sich allmählich einer künstlerischen Betätigung zuzuwenden. Ab 1913 wirkte er dort als Künstler. In den 1910er- und 1920er-Jahren war Jülich als Komiker im Rheinland und Berlin künstlerisch recht erfolgreich, lebte aber die meiste Zeit in bedrängten materiellen Verhältnissen.
Am 7. Januar 1933 hörte Jülich während einer Bahnfahrt nach Dortmund, wie einige nationalsozialistisch gesinnte Personen, die in seiner Nähe saßen, sich über einen von ihnen geplanten Mordanschlag auf einen anderen Fahrgast im Zug, den ehemaligen Reichskanzler von Papen, unterhielten, der am Dortmunder Bahnhof ausgeführt werden sollte. Jülich suchte daraufhin Papen, der in einer besseren Wagenklasse saß, auf und warnte ihn vor dem bevorstehenden Attentat. Papen wurde nach der Ankunft in Dortmund unter Bedeckung von alarmierten Polizeikräften durch einen Nebenausgang aus dem Bahnhof geschafft, so dass das Attentat trotz abgegebener Schüsse fehlschlug. Papen wurde anschließend zum Haus des Industriellen Fritz Springorum gefahren, wo er sich mit einigen Industriellen traf, denen er über sein Treffen mit Adolf Hitler in Köln am 4. Januar 1933 berichtete, bei dem beide Männer den Grundstein für die am 30. Januar 1933 folgende gemeinsame Regierungsbildung legten.
Jülich traf Von Papen auf Einladung von ihm noch zwei weitere Male. Obwohl er eine Belohnung ablehnte, bat er Von Papen um ein Empfehlungsschreiben für seine damalige Arbeit als Vertreter einer süddeutschen Firma und später, als er seinen Job verlor, um die Fahrkosten für weitere Treffen. Bezüglich des Empfehlungsschreiben bekam er per Brief die Antwort, dass Von Papen ihm dabei nicht helfen konnte und für die Geldwünsche erhielt er keine Antwort.
Jülich geriet nach der Machtübernahme durch die Nationalsozialisten aufgrund seiner Zuordnung zum Judentum in Bedrängnis. Er wurde wiederholt von der Gestapo in seiner Wohnung aufgesucht, wo bei einem Besuch im April 1934 Beweismittel für seine Hilfe bei der Verhinderung des Attentats beschlagnahmt wurden. Am 13. September 1934 emigrierte er nach Saarbrücken. Anschließend lebte er zeitweise in Frankreich und den Niederlanden, bis es ihn nach Wien verschlug, wo er und seine Lebensgefährtin 1936 durch Suizid aus dem Leben schieden.
Jülichs Sohn, Hermann Jülich (* 25. Dezember 1903; † 29. November 2000), war als Jude und Kommunist ab 1936 in Gefängnissen und ab 1938 im KZ Buchenwald inhaftiert.
Otto Jülichs Leben und seine verhindernde Verstrickung in das geplante Attentat auf Papen wurden 2023 von seiner Enkelin, der emeritierten israelischen Professorin für Germanistik, Elischewa German, umfassend rekonstruiert.